# Rocabandera
Rocabandera är ett berg i Spanien.   Den ligger i provinsen Província de Lleida och regionen Katalonien, i den östra delen av landet, 400 km öster om huvudstaden Madrid. Rocabandera ligger 541 meter över havet.
Terrängen runt Rocabandera är kuperad åt nordost, men åt sydväst är den platt. Runt Rocabandera är det mycket glesbefolkat, med 4 invånare per kvadratkilometer. Närmaste större samhälle är Ponts, 10,9 km väster om Rocabandera. Trakten runt Rocabandera består till största delen av jordbruksmark.